# David Gilbert
David Gilbert (n. 12 iunie 1981, Derby, Anglia, Regatul Unit) este un jucător englez de snooker.
A terminat pe locul 2 la trei turnee de clasament mondial. În 2019, s-a calificat în prima semifinală a carierei la Campionatul Mondial. 
În februarie 2019, se afla pe poziția 16 mondială aceasta fiind și cea mai bună clasare din carieră. A realizat breakul maxim de două ori.  
Se antrenează la Tamworth. La un moment dat, a lucrat ca fermier, tatăl său deținând o companie agricolă.